# Joaquim Armando Pires Jorge

## Biografia
Joaquim Jorge detém a Cátedra UNESCO de Inteligência Artificial e Realidade Alargada   e é Professor Universitário no Departamento de Informática do Instituto Superior Técnico da Universidade de Lisboa e investigador sénior do INESC-ID. Membro eleito do Conselho de Governadores  da IEEE Computer Society desde 2023,e Professor Adjunto da Victoria University Wellington (VUW)  desde 2022 é Professor Honorário Convidado da Pontifícia Universidade Católica do Rio de Janeiro  (2022). É Fellow da Eurographics Association, Membro Distinto e Orador Distinto da ACM, Visitante Distinto, Visitante Distinto e Contribuinte Distinto da IEEE, Membre Libre da Académie nationale de chirurgie (Academia Nacional Francesa de Cirurgia). É editor-chefe da Revista Computers & Graphics (Elsevier).

## Educação
Joaquim Jorge licenciou-se em Engenharia pelo Instituto Superior Técnico de Lisboa em 1984, e recebeu os diplomas de MSc e Ph.D.  pelo Rensselaer Polytechnic Institute em 1992 e 1995, respectivamente. Concluiu o grau de Agregação pelo Instituto Superior Técnico em 2002. A sua dissertação Parsing Adjacency Grammars for Calligraphic Interfaces , foi supervisionada por Ephraim Glinert.

## Investigação
Pouco depois de obter o seu doutoramento, Joaquim Jorge ingressou no recém-criado Departamento de Engenharia e Informática do Instituto Superior Técnico como professor auxiliar. Após concluir as provas de Agregação em 2002, foi promovido a professor associado em 2004 e a professor catedrático em 2008. Jorge foi professor convidado na Universidade Técnica de Darmstadt em 1999-2000, e professor convidado do Departamento de Ciência da Computação da Universidade de Calgary de 2006-2018 e professor visitante na Universidade Técnica de Viena em 2013-2014. Membro executivo eleito do ACM Europe Council de 2015-2019, foi Journal Papers Chair do IEEEVR2020, realizado em abril de 2020 (virtualmente) , e foi co-presidente da conferência IEEEVR2021 , realizada em abril de 2021 em Lisboa (virtualmente) e IEEEVR2022  em abril de 2022. Membro do Conselho Editorial do Computer Graphics Forum, faz parte dos Conselhos Editoriais do Springer Virtual Reality Journal  e da Springer/Nature HCIS Book Series . Co-autor de mais de 300 artigos, livros e artigos de conferências com recensão por pares, Jorge formou 17 alunos de doutoramento até 2023. Foi indicado como um dos principais Investigadores de Ciência da Computação em Portugal em 2022 e 2023, e figura entre os 2% Cientistas da Computação de topo de acordo com um estudo de Stanford desde 2022  . O seus trabalhos foram citados mais de 10.000 vezes e conta com pelo menos 53 artigos com 53 ou mais citações de acordo com o Google Scholar.  Os seus trabalhos estão listados na Scopus , DBLP  e ORCID . Co-editor de um livro da Springer sobre Digital Anatomy  é autor de um artigo de survey amplamente citado sobre interfaces e modelação baseadas em esboços.

## Prémios e Distinções
- 2022 UNESCO Chair on AI & XR website
- 2022 Eleito Membre Libre da Academie Nationale de Chirurgie [21]
- 2022 Distinguished Visitor do Instituto de Engenheiros Elétricos e Electrónicos (IEEE)  [22]
- 2021Distinguished Contributor da IEEE [23]
- 2017 Membro distinto da ACM [24]
- 2015  Orador Distinto da ACM [25]
- 2013 Prêmio Silver Core IFIP [26]
- 2010 Eurographics Fellow [27]
- 2007 Membro Sénior da ACM [28]
- 2001 Membro Sénior da IEEE